# 电子能量损失谱

理想的EELS光谱示意图，横轴表示能量损失，从左至右分别是零损失峰、等离子体共振峰、内层电子损失峰及精细结构

电子能量损失谱（英語：Electron energy loss spectroscopy，縮寫：EELS）是物理学及材料科学等研究领域的重要表征手段，该技术始于1940年代。在电子能量损失光谱（EELS）中，具有已知动能的电子束入射待测材料后，部分电子与原子相互作用发生非弹性散射，损失部分能量并且路径发生随机的小偏转，这个过程中能量损失的大小经电子能谱仪测量并得以分析解释。通过研究非弹性散射电子的能量损失分布，可以得到原子中电子的空间环境信息，从而研究样品的多种物理和化学性质。

## 历史
该技术由 James Hillier 和 R.F. Baker 在1940年代中期开发，但是在随后的50年没有得到广泛应用，直到1990年代由于显微仪器和真空技术的进步才在研究中更加普及。1990年代中期以来该技术发展迅速，在全世界的实验室中广泛使用。

## 原理
将要研究的材料置于电子显微镜中，用已知动能的电子束轰击，损失了不同能量的电子数目被记录为电子损失能谱。电子损失能谱包括了电子与原子相互作用发生非弹性散射的丰富信息，主要可以分为三部分：
1. 零损失峰（ZLP，zero-loss peak）：未被散射的电子、只发生了弹性散射的电子或能量损失很小的非弹性散射的电子（例如声子散射）；
2. 低能损失区：能量损失小于 50 eV，例如等离子体共振、切伦科夫辐射、能带间跃迁；
3. 高能损失区：和内层电子相互作用导致的吸收边（Core-loss edges）、近边精细结构（Near edge fine structure）和扩展能量损失精细结构（Extended energy loss fine structure）

内层电子的电离适用于检测材料的元素组分，例如一定数量的电子穿过材料后能量减少了 285 eV，这相当于从碳原子去除一个内层电子所需的能量，从而可以推测样品中一定存在碳元素。其他的应用包括用低能损失区分析样品的能带结构和介电性能，利用零损失峰和总体能谱强度测量样品厚度等等。

## 电子能量损失谱与EDX
EDX（Energy-dispersive X-ray spectroscopy）也可以用与元素分析，尤其善于分辨重元素。与EDX相比，电子能量损失谱对于轻元素分辨效果更好，能量分辨率也好出1-2个量级。由于电子能量损失谱电子伏甚至亚电子伏的分辨率，它可以用于元素价态分析，而这是EDX不擅长的。电子能量损失谱(EELS)也许最适合从碳到3d过渡金属（从钪到锌）的元素分析。对于碳，有经验的光谱学家可以一目了然地了解金刚石，石墨，无定形碳和“矿物”碳（例如碳酸盐中出现的碳）之间的差异。 可以分析3d过渡金属的光谱以识别原子的氧化态。

## 厚度测量
EELS可以用来测量薄膜厚度。不难证明，没有经历非弹性散射的电子数目随样品厚度指数衰减。而这部分电子的相对数目可以通过计算零损失峰的面积I与整个谱的面积之比I0而获得。利用公式：{\displaystyle I/I_{0}=\exp {(-t/l)}}，l是非弹性散射长度，与材料特性有关；样品厚度t因此可以被计算出来。
EELS允许在透射电子显微镜中快速和可靠地测量局部厚度。最有效的过程如下：
- 在-5..200 eV的能量范围内测量能量损耗谱（更宽更好）。 这种测量快（毫秒），因此可以应用于在电子束下通常不稳定的材料。
- 分析光谱：（i）使用标准程序提取零损失峰（ZLP）; （ii）计算在ZLP（I0）和整个光谱（I）下的积分。
- 厚度t计算为mfp*ln(I/I0)。 这里mfp是电子非弹性散射的平均自由程，最近已经列出了大多数元素固体和氧化物[9]。

这个过程的空间分辨率受等离子体定位限制，约为1 nm ，意味着空间厚度图可以在扫描透射电子显微镜中测量，具有~1 nm的分辨率。

## 参阅
- 透射电子显微镜